# Petermann (cràter)
Petermann és un cràter d'impacte situat prop del terminador nord de la Lluna, en l'hemisferi est. Es troba a uns 10 quilòmetres al nord del cràter Cusanus. A causa de la seva ubicació, aquest cràter apareix significativament oblong quan es veu des de la Terra, i la seva visibilitat pot veure's afectada per la libració.

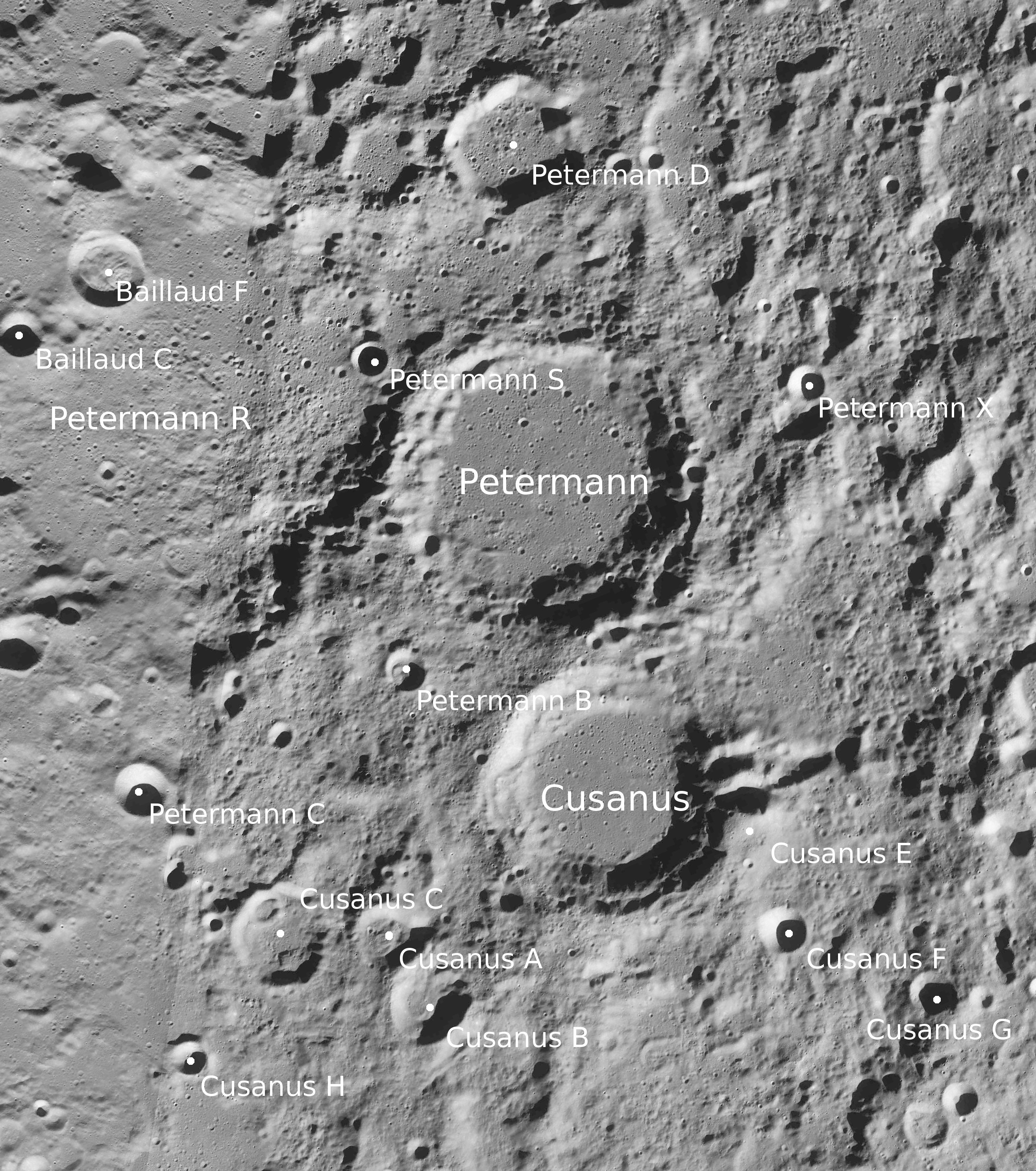
Entorn de Petermann. Fotografia de la missió Lunar Reconnaissance Orbiter

Al costat de la vora occidental d'aquest cràter apareix el gran cràter satèl·lit, molt erosionat, Petermann R, que és molt més gran que Petermann encara que menys prominent en aparença. La vora exterior de Petermann també mostra signes d'erosió, però conserva certa estructura, incloent-hi rastres de perfils terraplenats. La paret interior varia en amplària al voltant del perímetre, sent més ampla al sud i al sud-est, prop de Cusanus. El sòl interior ha estat reconstituït per la lava, deixant una superfície plana que està marcada només per nombrosos petits cràters i sol unes quantes crestes baixes prop dels costats.

## Cràters satèl·lit

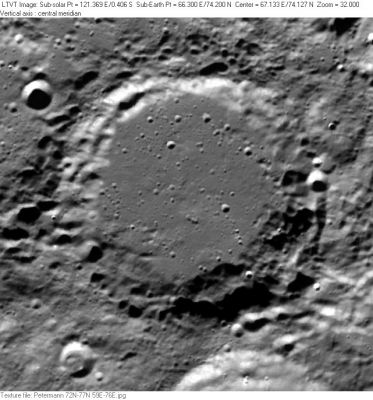
Fotografia de la missió Clementine (1994)

Per convenció aquests elements són identificats en els mapes lunars posant la lletra en el costat del punt mitjà del cràter que està més proper a Petermann.